# Supercopa islandesa de futbol
La Supercopa islandesa de futbol és una competició futbolística islandesa que enfronta als campions de la lliga i la copa del país.

## Historial
| Temporada | Campió             | Finalista          | Resultat |
| --------- | ------------------ | ------------------ | -------- |
| 2003      | ÍA (Akranes)       | KR (Reykjavík)     | 3-0      |
| 2004      | FH (Hafnarfjörður) | ÍBK (Keflavík)     | 2-0      |
| 2005      | Valur (Reykjavík)  | FH (Hafnarfjörður) | 1-0      |
| 2006      | FH (Hafnarfjörður) | ÍBK (Keflavík)     | 1-0      |
| 2007      | Valur (Reykjavík)  | FH (Hafnarfjörður) | 2-1      |
| 2008      | FH (Hafnarfjörður) | KR (Reykjavík)     | 3-1      |